# Материк (фильм)
«Материк» (итал. Terraferma) — кинофильм режиссёра Эмануэле Криалезе, вышедший на экраны в 2011 году.

## Сюжет
Действие происходит на маленьком островке к югу от Сицилии. 20-летний Филиппо помогает своему деду Эрнесто выходить в море на старой лодке, однако рыболовный промысел, которым с давних времен люди занимались на острове, не приносит былого дохода. Поэтому Джульетта, мать Филиппо, решает сдать квартиру приезжающим на лето туристам, молодым людям, с которыми её сын быстро находит общий язык. В один из последних выходов в море Эрнесто замечает качающихся на волнах нелегальных иммигрантов из Африки и, следуя древнему морскому обычаю, подбирает их. Когда они прибывают на берег, все спасенные разбегаются, кроме беременной женщины и её малолетнего сына. Эрнесто решает приютить их, но теперь ему и его семье грозит опасность, поскольку скрывать нелегалов незаконно.

## В ролях
- Филиппо Пучилло — Филиппо
- Донателла Финоккьяро — Джульетта
- Джузеппе Фьорелло — Нино
- Миммо Кутиккьо — Эрнесто
- Мартина Кодеказа — Маура
- Тициана Лодато — Мария
- Клаудио Сантамария — финансист
- Тимнит Т. — Сара

## Награды и номинации
- 2011 — 3 приза Венецианского кинофестиваля: Специальный приз жюри, премия Пасинетти за лучший фильм и премия ЮНИСЕФ (все — Эмануэле Криалезе).
- 2011 — участие в основном конкурсе Хайфского кинофестиваля.
- 2012 — 3 номинации на премию «Давид ди Донателло»: лучший фильм (Эмануэле Криалезе, Марко Хименц, Джованни Стабилини, Риккардо Тоцци), лучший режиссёр (Эмануэле Криалезе), лучшая актриса (Донателла Финоккьяро).
- 2012 — специальный приз жюри Стамбульского кинофестиваля за отображение прав человека в кино.